# Рустамбеков, Кямиль Аслан оглы
Кямиль Аслан оглы Рустамбеков (азерб. Kamil Aslan oğlu Rüstəmbəyov; 7 декабря 1924, Баку — 29 января 1991, там же) — советский и азербайджанский кино- и телережиссёр, сценарист.

## Биография
Кямиль Аслан оглы Рустамбеков родился 7 декабря 1924 года в городе Баку. В 1953 году окончил Бакинский театральный институт. С момента начала работы Бакинского телевидения в 1956 году, работал ответственным редактором, был одним из первых создателей азербайджанского телевидения. Позже был старшим директором, генеральным директором Бакинской телевизионной студии (1956—1966), художественным руководителем и директором Азербайджанском ТВ ЦТ СССР в 1982—1985 годах. Создал ряд интересных программ на Азербайджанском ТВ ЦТ СССР.
В 1960 году впервые в истории азербайджанского телевидения создал полнометражный художественный фильм по поэме «Айгюн» Самеда Вургуна. Работая на телевидении, выпустил ряд полнометражных и короткометражных телевизионных и документальных фильмов, киноконцертов.
В 1966 году К. Рустамбеков был приглашен на постоянную работу на киностудию «Азербайджанфильм». Режиссёр киностудии «Азербайджанфильм» в 1978—1982 годах.
Директор Государственного комитета по телерадиовещанию Азербайджана в 1970-х годах. Был главным редактором телевидения в 1978 году
Некоторое время Кямиль Рустамбеков был художественным руководителем театра студии киноактёра при киностудии «Азербайджанфильм».
Скончался 29 января 1991 года и был похоронен на старом кладбище в Баку.

## Избранная фильмография

### Режиссёр
- Айгюн (1960)
- Человек и цепи (короткометражка, 1964)
- Поединок в горах (1967)
- Последний перевал (1971)
- Дервиш взрывает Париж (1976, совместно с Шамилем Махмудбековым)
- Я ещё вернусь (1980)

### Сценарист
- Айгюн (1960)

### Прочее
- Киноконцерт (1961)
- Панорама республики (1962)
- Киноконцерт эстрадного оркестра Тофика Ахмедова (1962)
- Народный певец (фильм, посвящённый Бюльбюль, 1963)
- Киноконцерт (1964)
- Добро пожаловать в Баку (1965)
- Фильм-концерт азербайджанских мастеров искусства (1965)
- Спартакиада народов СССР (1966)
- Фильм-концерт азербайджанских мастеров искусства (1967)
- На крыльях песни (фильм-концерт, 1973)
- Я подарю тебе радость (1978)